# Aaron Van Cleave

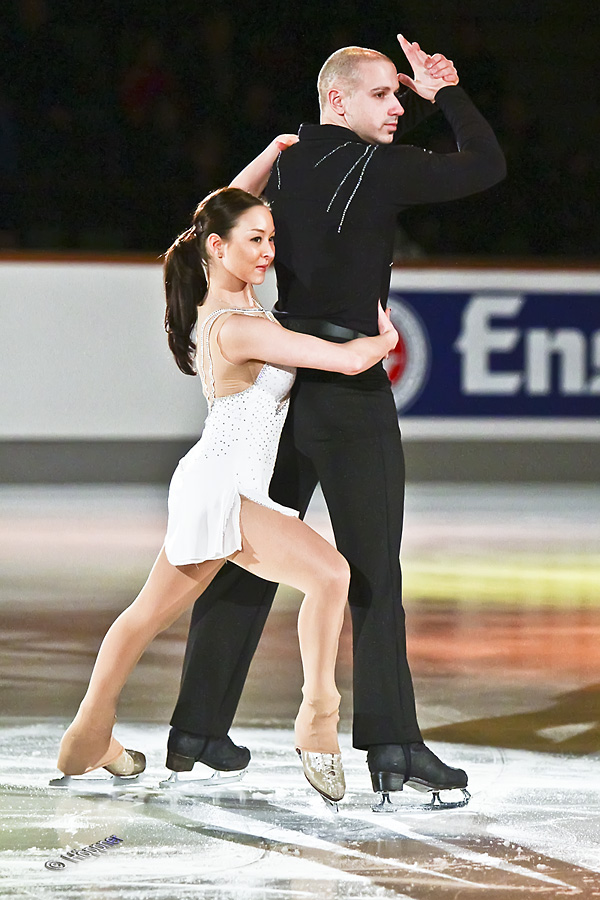
Mari Vartman und Aaron Van Cleave beim Schaulaufen zur Deutschen Meisterschaft 2011

Aaron Van Cleave (* 14. März 1987 in Comox, British Columbia, Kanada) ist ein Eiskunstlauf-Paarläufer mit zwei Staatsbürgerschaften, der Kanadas und der der USA. Seine Vorfahren kommen unter anderem aus den Niederlanden und Deutschland.
Aaron Van Cleave startete von 2010 bis 2015 mit Mari Vartmann für Deutschland. Das Paar wurde 2015 Deutsche Meister, dreimal deutsche Vizemeister und 5. der Europameisterschaften 2012. Sie gewannen 2011 den internationalen Wettbewerb NRW Trophy und 2010 auch den Warschau Cup.

## Karriere
In seiner frühen Paarlaufzeit lief Van Cleave zusammen mit Sarah McCoy für Kanada startend. Das Paar nahm auch an Junior Grand Prix’ teil.
Später startete er mit Ameena Sheikh für die USA. Sie wurden 8. der US-amerikanischen Juniorenmeisterschaften 2009.
2010 kam Aaron Van Cleave nach Deutschland und lief zusammen mit Mari Vartmann. Das Paar startete für Deutschland, ihr Trainer war Knut Schubert, Trainingsort war Berlin. 2015 beendeten die beiden ihre gemeinsame Karriere.
Seit 2015 läuft er zusammen mit Tatjana Domracheva aus Moskau. Das Paar wird weiterhin von Knut Schubert in Berlin trainiert.

### 2010/2011
Erster internationaler Auftritt war der Warschau Cup, den sie sofort gewinnen konnten.

### 2011/2012
Beim Training vor der Kür bei ihrem Europameisterschaftsdebüt mit Aaron Van Cleave gab es eine Kollision Mari Vartmanns mit Daniel Wende, in deren Folge Mari Vartmann starke Kopfschmerzen bekam und eine Kufe Daniel Wendes beschädigt wurde. Die Kür am gleichen Tag des Unfalls absolvierten Vartmann/Van Cleave fehlerfrei und wurden 5. des Wettbewerbs. Bei der anschließenden Weltmeisterschaft kamen sie in das Finale und wurden 14. Sie qualifizierten sich damit für zwei Grand-Prix-Starts in der Saison 2012/2013.

### 2012/2013
Das Paar Vartmann/VanClaeve musste bei der Nebelhorn Trophy verletzungsbedingt zurückziehen. Mari Vartmann verletzte sich während des Kurzprogramms am Fuß. Nach Ausheilung der Verletzung verletzte sich Aaron van Cleave beim Training zum dreifachen Wurflutz. Er brach sich das Nasenbein. Obwohl das Paar für zwei Grand Prix’ qualifiziert war, konnte das Paar wegen dieser Verletzung auch hier nicht starten. Nach langem Trainingsausfall wurden beide deutsche Vizemeister im Paarlauf bei der Deutschen Meisterschaft in Hamburg.

### 2013/2014
Das Paar startet mit einem dritten Platz bei der Nebelhorn Trophy in die olympische Saison und zeigt erstmals in beiden Programmteilen einen dreifachen Wurflutz sehr sauber.

### 2014/2015
Mari Vartman und Aaron van Cleave gewinnen bei den Deutschen Meisterschaften 2015, die schon im Dezember 2014 in Stuttgart ausgetragen wurden, erstmals den Titel im Eiskunstlauf der Sportpaare. Nach der Weltmeisterschaft 2015 trennt sich das Paar.
Seit Anfang September 2015 trainiert van Cleave mit Tatjana Domracheva.

## Erfolge/Ergebnisse

### Paarlauf
mit Vartmann
| Wettbewerb             | 2010–2011 | 2011–2012 | 2012–2013 | 2013–2014 | 2014–2015 |
| ---------------------- | --------- | --------- | --------- | --------- | --------- |
| Weltmeisterschaften    |           | 14.       | 16.       |           | 15.       |
| Europameisterschaften  |           | 5.        | 8.        | 9.        | 7.        |
| Deutsche Meisterschaft | 2.        | 2.        | 2.        | 3.        | 1.        |
| GP Skate Canada        |           |           |           | 7.        | 8.        |
| GP NHK Trophy          |           |           |           |           | 5.        |
| Nebelhorn Trophy       |           | 8.        | WD        | 3.        |           |
| Golden Spin of Zagreb  | 5.        |           |           |           |           |
| NRW Trophy             | 4.        | 1.        | 5.        | 3.        |           |
| Warsaw-Cup             | 1.        |           |           |           |           |
| Merano Cup             |           |           |           | 3.        |           |
| Coupe de Nice          |           |           |           |           | 3.        |

mit Sheikh
| Wettbewerb                       | 2010–2011 |
| -------------------------------- | --------- |
| US-amerikanische Meisterschaften | 8 J.      |
| J. = Junioren                    |           |

mit McCoy
| Wettbewerb                   | 2005–06 | 2006–07 | 2007–08 |
| ---------------------------- | ------- | ------- | ------- |
| Kanadische Meisterschaften   | 6. J.   | 3. J.   |         |
| Junioren Grand Prix Norwegen |         | 10.     |         |
| Junioren Grand Prix USA      |         |         | 6.      |
| J. = Junioren                |         |         |         |